# Papuana lansbergei
Papuana lansbergei är en skalbaggsart som beskrevs av Ludwig Wilhelm Schaufuss 1887. Papuana lansbergei ingår i släktet Papuana och familjen Dynastidae. Utöver nominatformen finns också underarten P. l. badia.